# Mycetia fasciculata
Mycetia fasciculata là một loài thực vật có hoa trong họ Thiến thảo. Loài này được (Blume) Blume ex Korth. mô tả khoa học đầu tiên năm 1851.